# ウィンスロップ (マサチューセッツ州)
ウィンスロップ（英: Winthrop）は、アメリカ合衆国マサチューセッツ州のサフォーク郡にある町。人口は1万9316人（2020年）。ボストン港の北の入り口にあり、ボストン国際空港に近い。半島の上にあり、狭い地峡でリビア市と繋がっている。
2005年、ウィンスロップ市は住民投票で、1920年から続いていた代表制タウンミーティングの政治形態から、市政委員会・マネジャー方式に変更することを承認した。新しい憲章が有効となる2006年時点のマサチューセッツ州法で、ウィンスロップは市になった。しかし、市名の中に「町」を残すことを選ぶ州内14市の1つである。

## 歴史
ウィンスロップは1630年に、イングランドから来たピューリタンの開拓者が入植し、潮汐によってボートを引くのが難しくなっていたので、プレンポイント（プリングポイント）と呼ばれた。現在の市名は、マサチューセッツ湾植民地第2代総督であり、イングランド人ピューリタンの指導者だったジョン・ウィンスロップ（1587年-1649年）にちなんで名付けられた。1630年4月8日、ウィンスロップはワイト島をアーベラ号で出発し、6月にセイラムに到着し、そこで初代総督であるジョン・エンデコットと会った。ウィンスロップは植民地に滞在した19年間のうち12年間で総督を務めた。植民地の基地をショーマット半島にすると決めたのもウィンスロップであり、そこに設立した町が現在のボストン市になった。
当初はマサチューセッツ族インディアンからウィニセミットと呼ばれた地域の一部だったプレンポイントは1632年にボストンに併合され、放牧地として使われた。1637年、15区画の土地に分けられ、ウィンスロップ総督からボストンの有力者に分譲され、2年以内にその土地に建物を建てねばならないという規定があった。これらの人々の数人はこの土地に住んだかもしれないが、ほとんどは住むことも無かったものの、農園は繁栄した。その初期の家屋の1つであるディーン・ウィンスロップ邸はウィンスロップ総督の一番下の息子であるディーンの家であり、1703年に死んだ時までそこで暮らしていた。この家は今も残っており、アメリカ合衆国でも最古の連続して使われている家となっている。この家は使用中ながら、特定時期には公開もされている。ウィンスロップ改善歴史協会が管理している。
1739年、現在のチェルシー、リビア、ウィンスロップ各市が、政府支配の紛争のためにボストンから分離し、チェルシー町となった。1775年、チェルシー町の住民がアメリカ独立戦争のチェルシークリークの戦いで重要な役割を果たした。この町のなかで再度地元で政治を抑える欲求が起こり、1846年にチェルシーからリビアとウィンスロップが分離し、ノースチェルシーとなった。それから間もない1852年、ウィンスロップは独自の町として法人化され、町政委員会と公開タウンミーティングという政府形態を採った。1920年、ウィンスロップは代表制タウンミーティングを採用する憲章を申請し認められたことで、州内2番目の町となり、それが2006年まで続いていた。
上記の通りウィンスロップは2005年に自治憲章を採択し、市政委員会・マネジャー方式の政府を採用した。代表制タウンミーティングは廃止された。現在は法律上の市であるが、市の形態の政府を持つ町と呼ばれることを選んでいる。新しい町憲章は2006年に有効となり、特別選挙でも通過した。町政委員会とタウンミーティングは廃止され、立法権は選挙で選ばれる市政委員会に委ねられた。行政権はほとんど儀式的なものであり、住民の投票で選ばれる市政委員長にある。指名されるマネジャーが管理部門の長として機能している。2007年7月26日、「ウィンスロップ・サン・トランスクリプト」が、市政委員会を廃止し、代表制タウンミーティングを復活させる動きが始まっていると報じた。これはウィンスロップ市を以前の町に戻すことを意味している。2006年の憲章によってなされた変更を元に戻すためには多くの手続きを必要とし、複雑だと考えられるので、ウィンスロップが将来どの形態の政府を採用することになるのか、現在も模様眺めになっている。

## 地理と交通

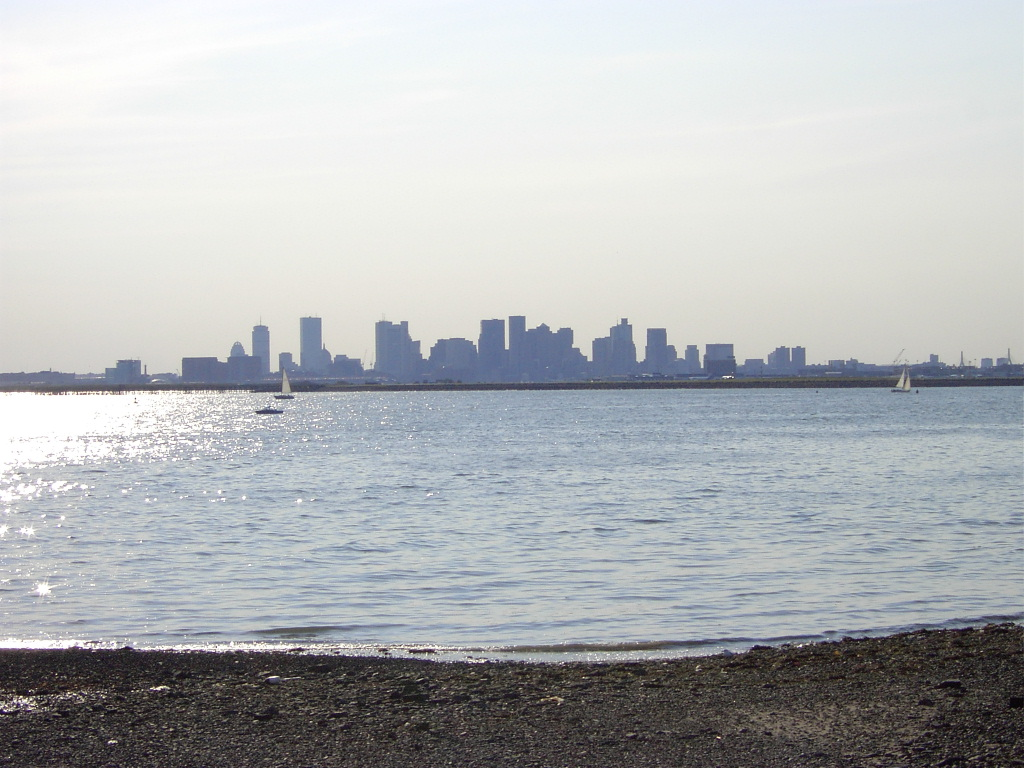
ウィンスロップのポイントシャーリーからボストンを眺める、2003年撮影

アメリカ合衆国国勢調査局に拠れば、市域全面積は8.3平方マイル (21.5 km2)であり、このうち陸地2.0平方マイル (5.2 km2)、水域は6.3平方マイル (16.3 km2)で水域率は76.02%である。しかしウィンスロップ市政府に拠れば、陸地は1.6平方マイル (4.1 km2) に過ぎないことになっている。
ウィンスロップは、ベルアイル入り江越しに共有するベルアイル湿地保護地に広がる土地でイーストボストンと繋がっている。当初はディア島とは陸で繋がっていなかった。ディア島は名前こそ島だが、1938年のニューイングランド・ハリケーンによって、シャーリー・ガット海峡が埋められたので、現在はウィンスロップと繋がっている。ウィンスロップは西のボストン港と東のマサチューセッツ湾を分ける北側の線だと見なされている。
ウィンスロップの市域は幾つかの地区に分けられ、中央にはボストン港側にコートパークやコテージパークのある中心街がある。またマサチューセッツ湾側にはポイントシャーリー、コテージヒル、ウィンスロップビーチ、オーシャンスプレー、ウィンスロップハイツがある。市の北はリビア市、北西、西、南東はボストン市に接している。市の水利権は郡境までおよび、エセックス郡ナハントのそれと接している。ジェネラル・エドワード・ローレンス・ローガン国際空港の拡張により、4本ある滑走路の一部が、市の水利権内にあった場所に入って来た。陸地ではボストンのビーコンヒルから9キロメートルの位置にある。この丘はマサチューセッツ州の道路元標になっている。
ディア島はボストン市域に入っているがウィンスロップ湾にある。1930年代にウィンスロップとの間を分けていたシャーリー・ガットが埋められ、島ではなくなった。この島はフィリップ王戦争のときにインディアンの捕虜収容所として、多くの移民が死んだ検疫所として、さらに郡監獄のあった場所として忌まわしい過去があった。今日の島には巨大なディア島排水処理工場があり、ボストン地域の排水を処理している。この処理場があるにも拘わらず、ディア島は1996年からボストン港諸島国立レクリエーション地域に入っており、島の残り地域は公園の土地であり、ウォーキング、ジョギング、観光、ピクニック、釣りに利用される。公園の一部は人工の土手になっており、ウィンスロップから部分的に水処理場を見えなくしている。この島で実質的な公園の景観と、ボストン港や大西洋の壮大な景色を眺められるので、ウィンスロップ住民には人気がある。
マサチューセッツ州道145号線が市内を通る唯一の州道であり、本土と繋ぐ唯一の道でもある（メインストリートで入り、町の反対側のウィンスロップ・パークウェイで出ていく）。イーストボストンのオリエントハイツ地区から入り、ウィンスロップ市内をぐるっと回り（コテージヒルやポイントシャーリーをバイパスする）、北に向かって町を出て行き、リビアでウィンスロップ・パークウェイになる。ポール・リビア交通によるバス路線が2つあり、ポイントシャーリーから高台を通り、町の中心を抜け、オリエントハイツで終わる。ポール・リビア交通は市内のバス便を1991年から運行している。このバス便はマサチューセッツ湾交通局から支援されており、ルート712のポイントシャーリーあるいはウィンスロップ・ビーチからウィンスロップ・ハイランズ経由でオリエントハイツまで、ルート713がポイントシャーリーあるいはウィンスロップ・ビーチからウィンスロップ・センターを経由してオリエントハイツまでとなっている。
1940年1月28日、以前あったバス便が始まった。この日は元のボストン・リビアビーチ・アンド・リン狭軌鉄道が廃止された直後のことだった。マサチューセッツ湾交通局の地下鉄ブルーラインが市の近くを通り、オリエントハイツ、サフォークダウンズ、ビーチモントの各駅が市境から半マイル (800 m) の距離にある。公設船着き場から水上交通も出ており、ボストン港を横切ることが出来る。現在ボストン港クルーズが5月から10月までウィンスロップとロウズ桟橋の間を結んでいる。

## 人口動態

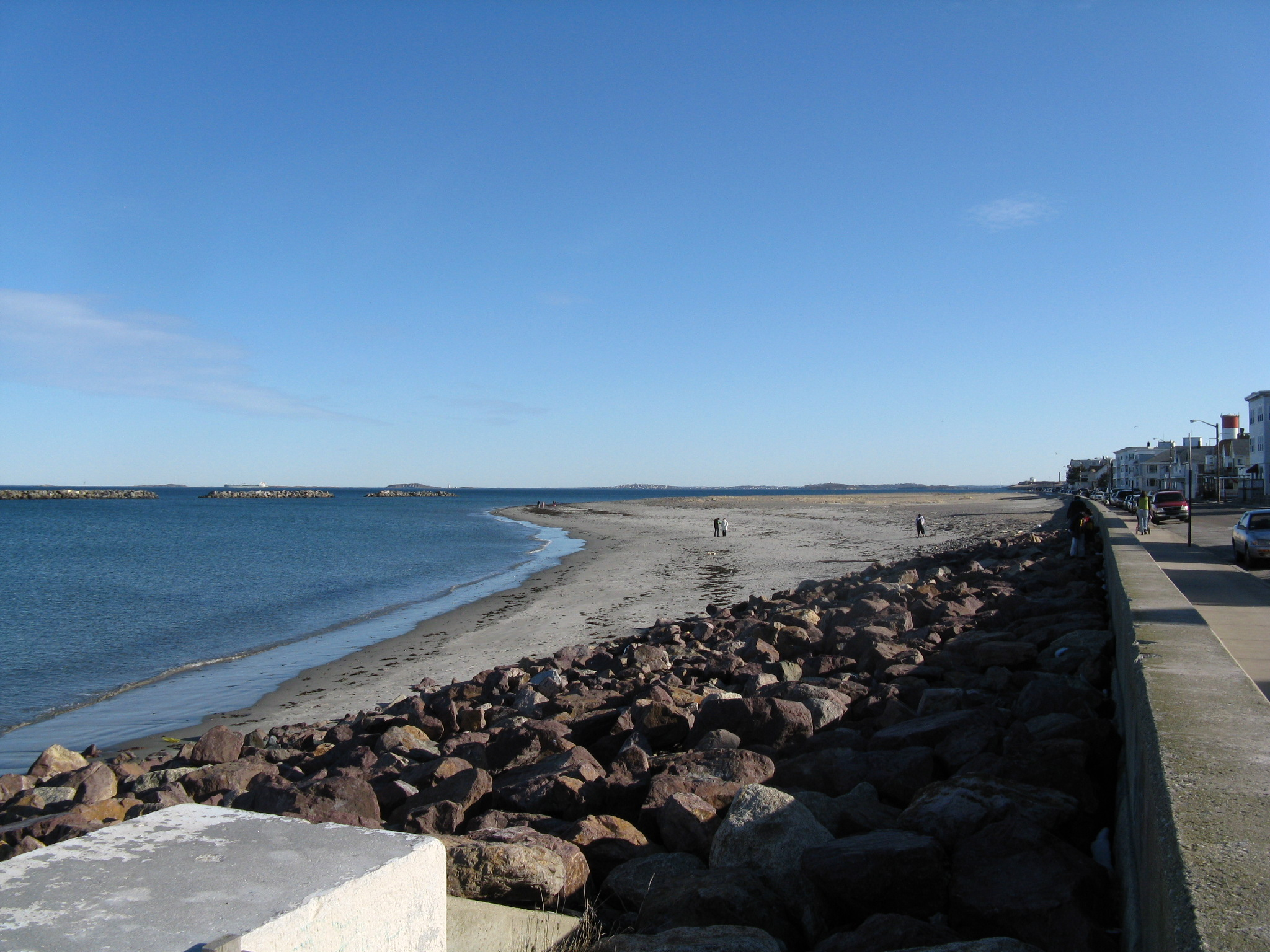
ウィンスロップビーチ、2010年撮影

以下は2000年の国勢調査による人口統計データである。
| 基礎データ - 人口: 18,303 人 - 世帯数: 7,843 世帯 - 家族数: 4,580 家族 - 人口密度: 3,551.2人/km2（9,208 人/mi2） - 住居数: 8,067 軒 - 住居密度: 1,565.2軒/km2（4,058.5 軒/mi2） 人種別人口構成 - 白人: 94.44% - アフリカン・アメリカン: 1.68% - ネイティブ・アメリカン: 0.16% - アジア人: 1.15% - 太平洋諸島系: 0.04% - その他の人種: 1.36% - 混血: 1.16% - ヒスパニック・ラテン系: 2.69% | 年齢別人口構成 - 18歳未満: 18.6% - 18-24歳: 7.3% - 25-44歳: 33.2% - 45-64歳: 24.4% - 65歳以上: 16.5% - 年齢の中央値: 40歳 - 性比（女性100人あたり男性の人口） - 総人口: 88.8 - 18歳以上: 86.3 世帯と家族（対世帯数） - 18歳未満の子供がいる: 23.6% - 結婚・同居している夫婦: 43.1% - 未婚・離婚・死別女性が世帯主: 11.5% - 非家族世帯: 41.6% - 単身世帯: 32.5% - 65歳以上の老人1人暮らし: 11.9% - 平均構成人数 - 世帯: 2.3人 - 家族: 2.98人 | 収入と家計 - 収入の中央値 - 世帯: 53,122米ドル - 家族: 65,696米ドル - 性別 - 男性: 42,135米ドル - 女性: 36,298米ドル - 人口1人あたり収入: 27,374米ドル - 貧困線以下 - 対人口: 5.5% - 対家族数: 3.3% - 18歳未満: 4.1% - 65歳以上: 8.0% |

## 地元企業とユーティリティ
ウィンスロップの中心には、エイス・ハードウェア、CVS/ファーマシーなど多くの企業もあり、アメリカ合衆国郵便公社もある。1990年代半ばまでにノースショアの近く、特にソーガスのスクエアワン・モールのような大型ショッピングモールが、小さな企業に対して負けるようになったが、強い小企業社会もまだ残っている。
グレートヘッド（ウォータータワーヒル）にあるのがウィンスロップ給水塔である。赤、白、青のストライ房に塗られ、100万USガロン (3,800 m3) の水を貯められる。ウィンスロップ水道局が管理している。
市内は4つの特徴ある事業地域に分けられる。すなわちシャーリー通り事業地区、ハイランズ地区、ザ・センター、マギーのコーナー地区である。
市内では週刊紙の「ウィンスロップ・サン・トランスクリプト」市が発行され、地元ニュース、進行中のできごと、事件、関心事を報道している。

## 教育
市内には4つの学校がある。
- ウィンスロップ・シニア高校、9年生から12年生、メインストリート沿いにある
- ウィンスロップ中学校、6年生から8年生、ポーリン通り沿いにある
- アーサー・T・カミングス小学校、3年生から5年生、ハーモン通り沿いにある
- ウィリアム・P・ゴーマン/フォートバンクス小学校、幼稚園前から2年生、ケネディ・ドライブ沿いにある

その他プレスクールやデイケアなど初期教育に多くの選択肢がある。

## 宗教
ウィンスロップ市内には様々な宗派の礼拝所がある。
- テンプル・ティフェレス・イスラエル[15]
- コングリゲーション・ティフェレス・エイブラハム[16]
- セントジョン伝道者カトリック教会[17]
- ホリー・ロザリー・カトリック教会[18]
- セントジョンズ聖公会教区[19]
- 第一教会ユナイテッド・メソジスト[20]
- コミュニティ・クリスチャン・センター[21]

ウィンスロップ住人の多数は、ローマ・カトリック教会、メソジスト、聖公会教会など様々なキリスト教会の信者である。ユダヤ教の信者は小さいが歴史的に重要な少数派を作って来た。過去40年間で、かつては大きかったユダヤ人社会が、マサチューセッツ州内での絶え間ない移住によって小さくなってしまった。

## 見どころ

### 海浜
市内には地理的条件によって水域に囲まれており、多くの海浜がある。ウィンスロップビーチとイイレルビーチが大きな2つの海浜である。その他、ドノバンのビーチ、ハルフォードビーチ、ピコビーチ、ポイントシャーリー・ビーチ、ショートビーチがある。

### 軍隊の砦
市内にはバンクス砦とヒース砦と言う歴史的な軍隊の砦が2つある。バンクス砦はアメリカ合衆国海岸砲兵隊の砦であり、ボストン港を敵の海上からの攻撃に対して守るために、1890年代のいわゆるエンディコット時代に建設された。この時代は、アメリカ合衆国の海岸防衛が著しく拡張され、新しい技術を使って強化された。ヒース砦は1898年の建設であり、やはり海岸砲兵隊の砦だった。現在はフォートヒース・アパートメント、シールハーバー集合住宅、および大西洋とリビアビーチを見下ろする崖の上の小さな公園に変わっている。

### 歴史的な場所
ウィンスロップ市にはアメリカ合衆国国家歴史登録財に指定される場所が5か所ある。

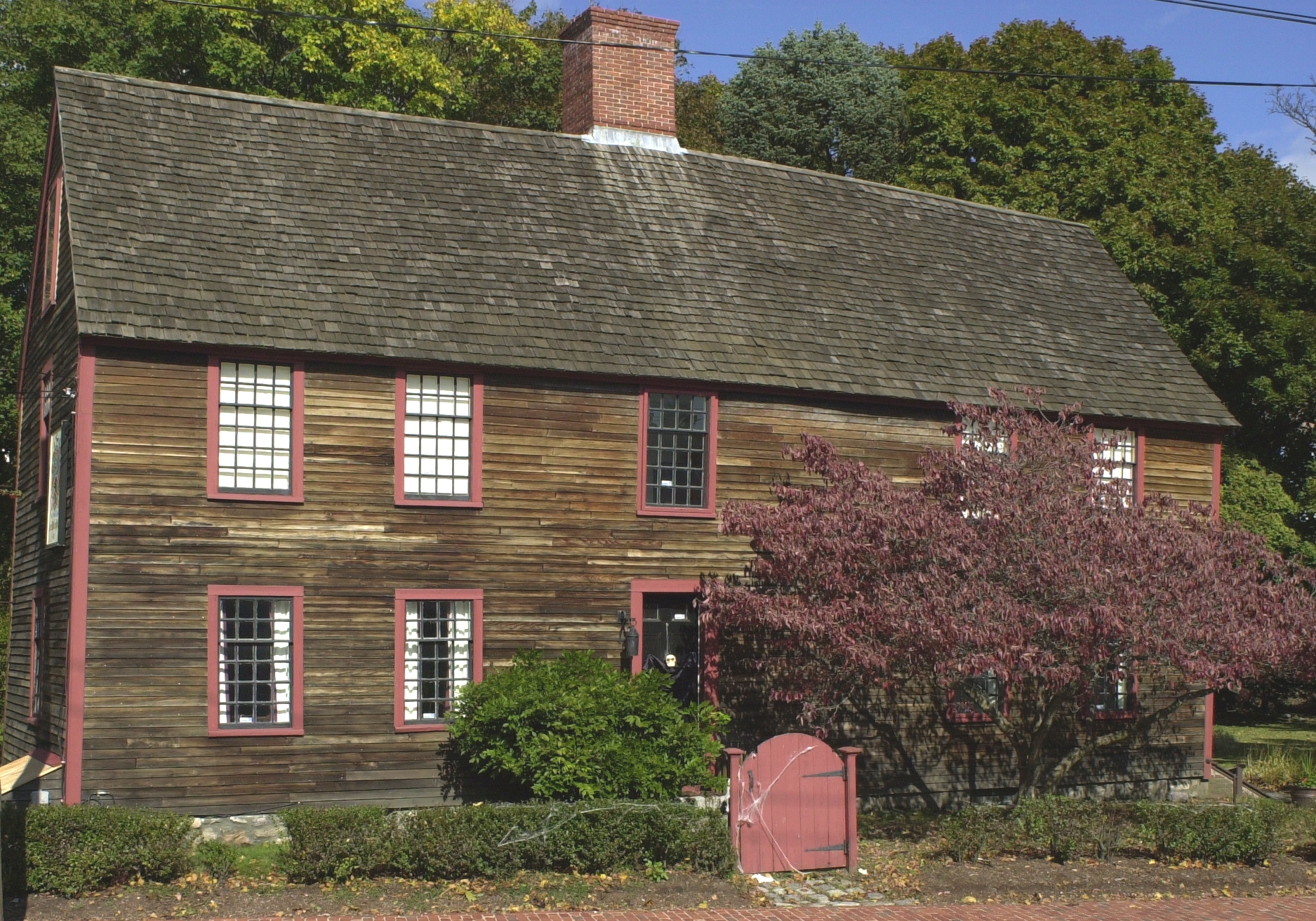
ディーン・ウィンスロップ邸
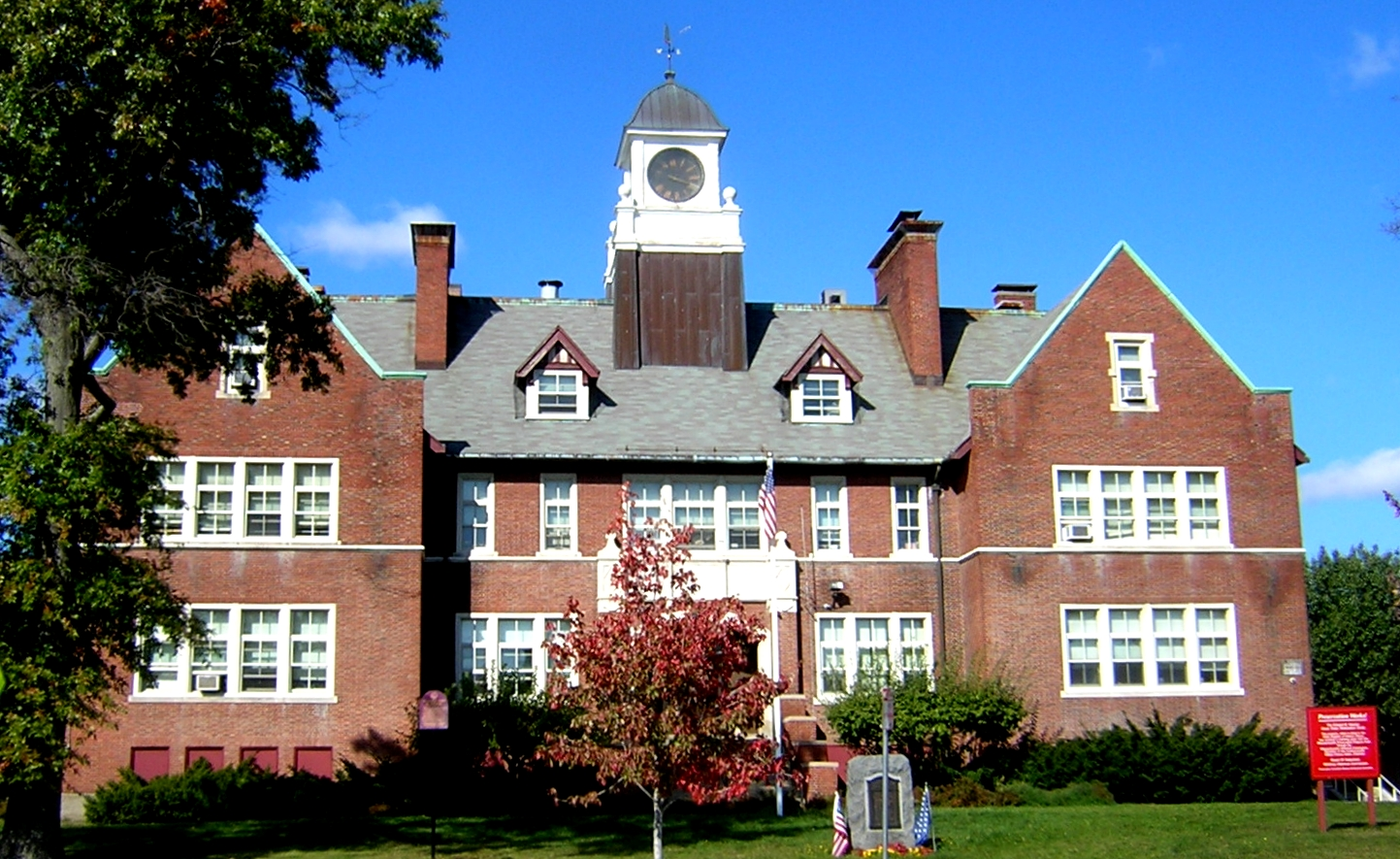
エドワード・B・ニュートン学校
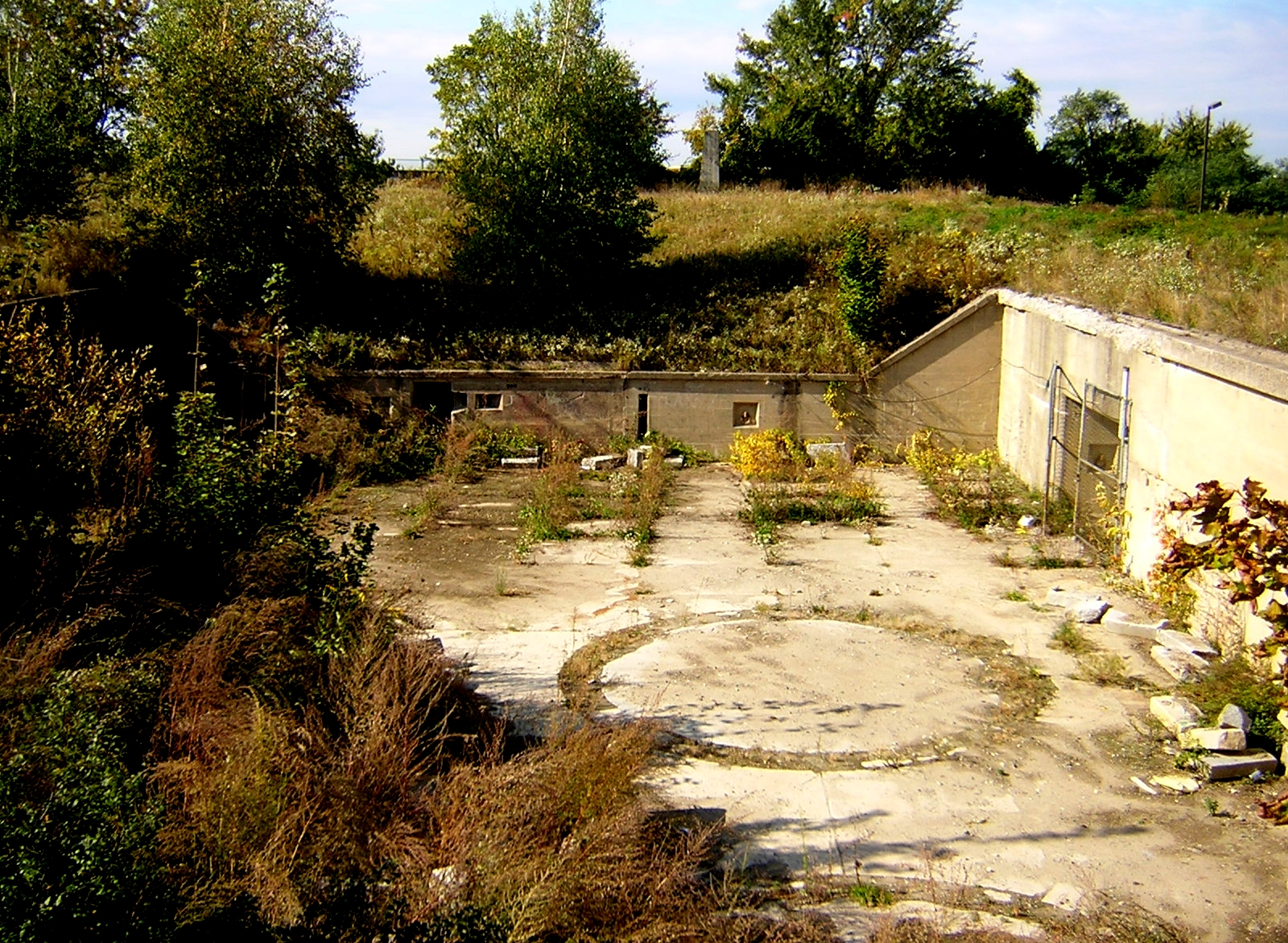
バンクス砦モルタル砲台
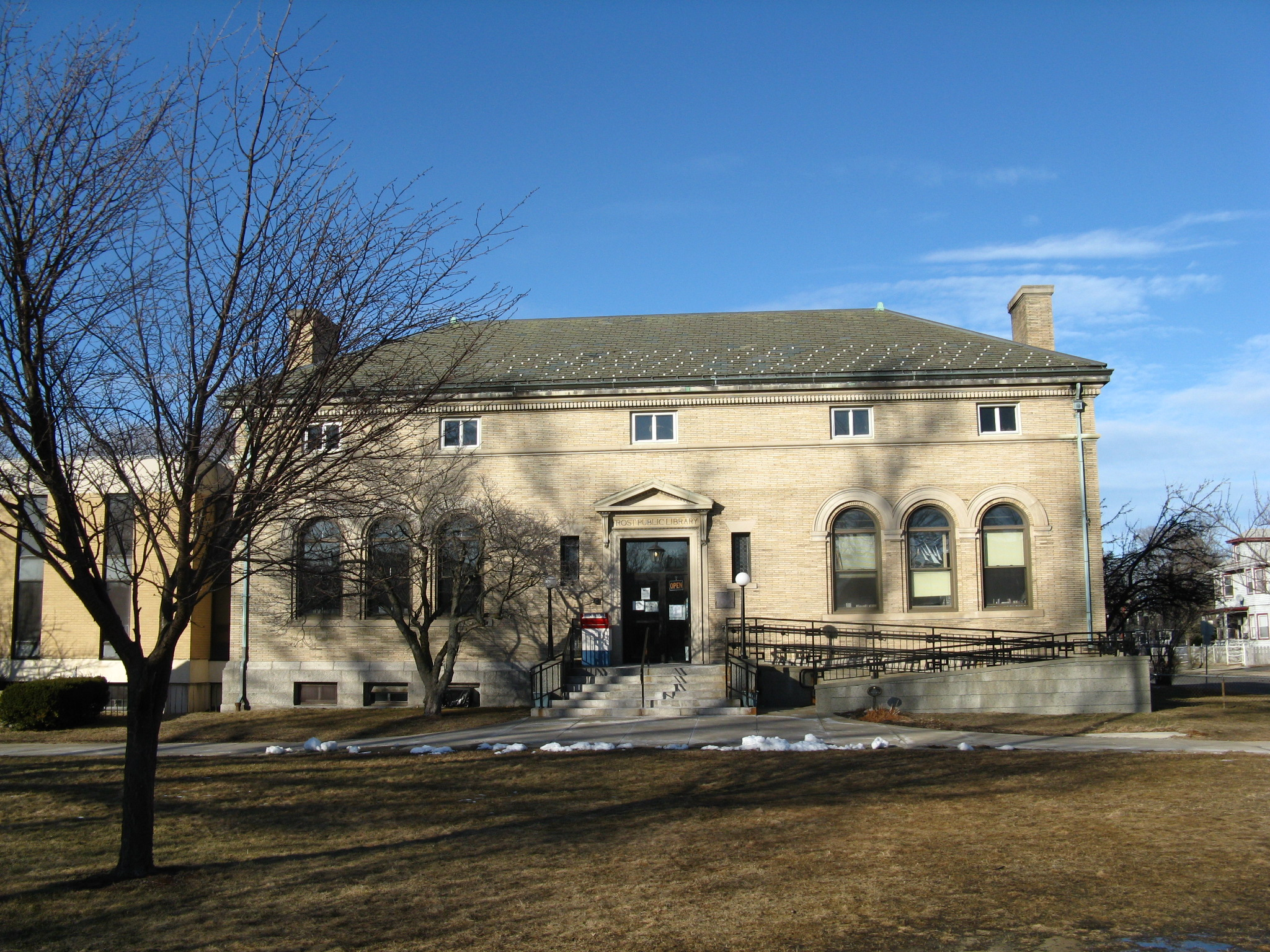
ウィンスロップ・センター/メトカーフ広場歴史地区
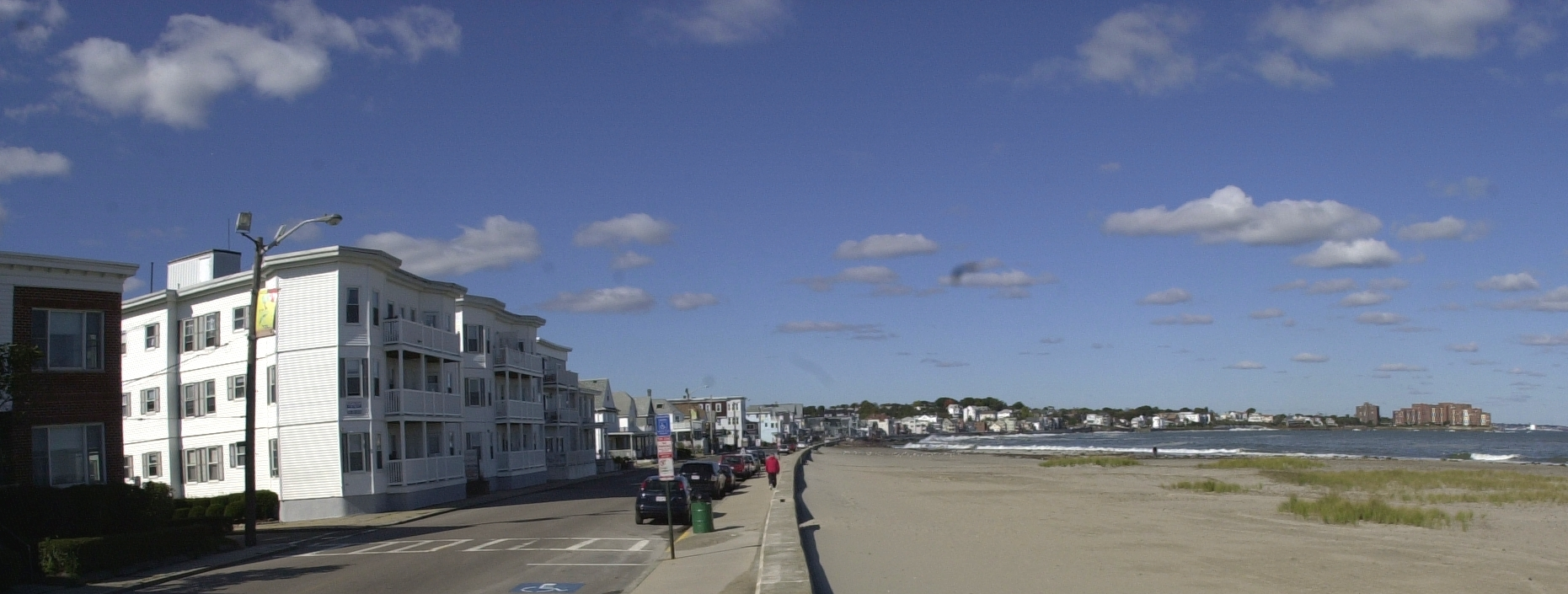
ウィンスロップ・ショア・ドライブ

### レクリエーション
多くの野球場やレクリエーション公園の中で、ウィンスロップのレクリエーション施設には、屋内スケートリンクであるラーセン・リンク、民営9ホール、パー35のゴルフコースであるウィンスロップ・ゴルフコースがある。

## 著名な出身者
- ハーバート・ビックス、歴史家、ピューリッツァー賞受賞、著書に『昭和天皇』
- マイク・エルジオーニ、アイスホッケー選手、レークプラシッドオリンピックでアメリカ合衆国代表、氷上の奇跡の試合に出場した
- アーヴィング・ファイン、作曲家、ボストン学派の一員[22]
- マイケル・グーリアン、パイロット
- ボブ・ハンセン、メジャーリーグベースボール選手、ミルウォーキー・ブルワーズ他
- シルヴィア・プラス、詩人
- アンアース、メタルコアバンド
- ベンジャミン・ウォーフ、言語学者